# Đài phát thanh Quốc tế Đài Loan
Đài phát thanh Quốc tế Đài Loan (tiếng Trung: 中央廣播電台; bính âm: Zhōngyāng Guǎngbō Diàntái; tiếng Anh: Radio Taiwan International - viết tắt RTI), trước đây là tên hiệu của Hệ thống truyền thanh Trung ương (tiếng Trung: 中央廣播電台, tiếng Anh: Central Broadcasting System, gọi tắt là CBS) thuộc Trung Hoa Dân Quốc (Đài Loan). Đây là đài nhà nước truyền thanh bằng 13 ngôn ngữ trên khắp thế giới.

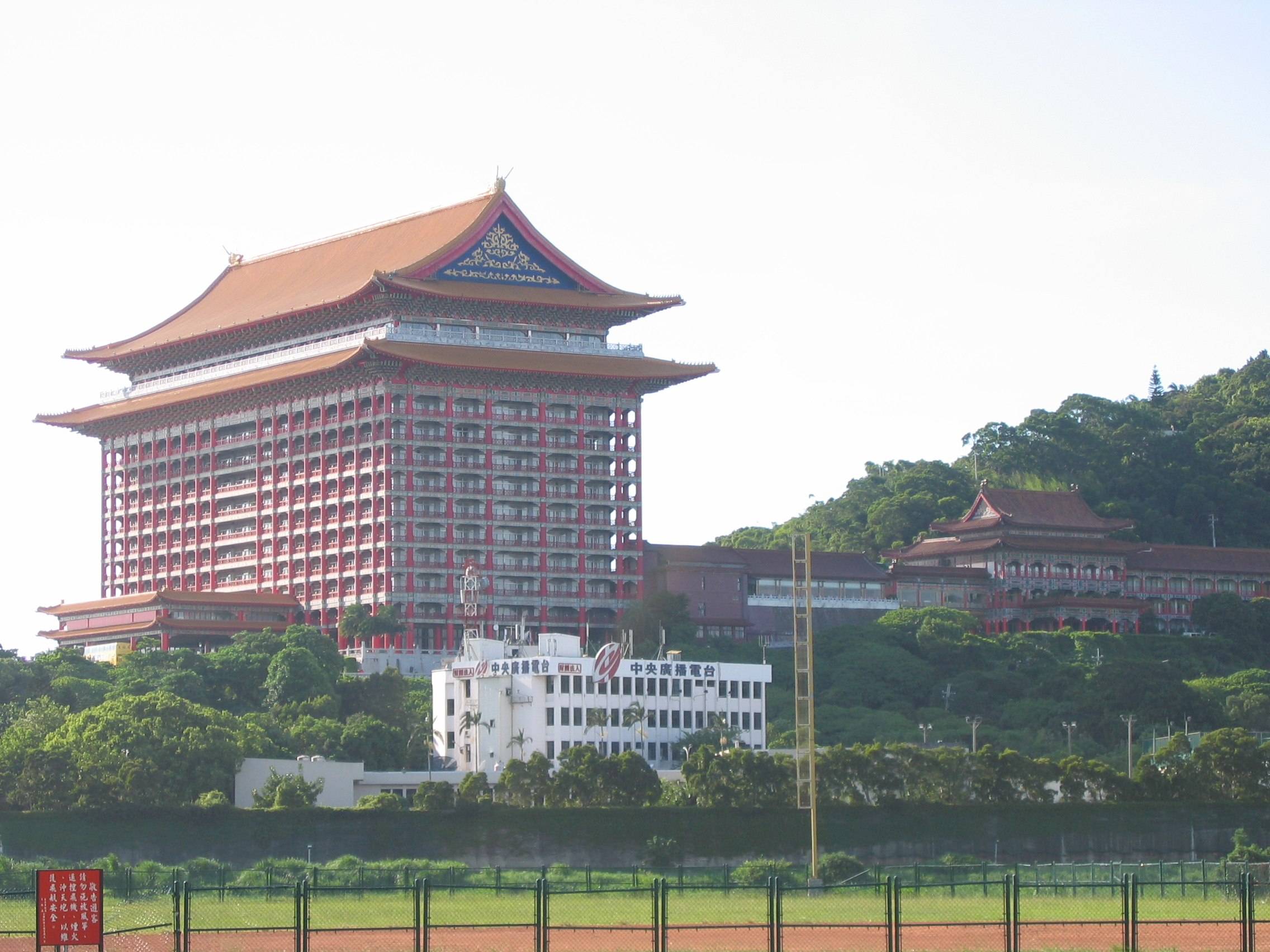
Đài phánh thanh Quốc tế Đài Loan (Tòa nhà màu trắng) và phía sau là Khách sạn Viên Sơn (The Grand Hotel)

## Lịch sử
- Ngày 1 tháng 8 năm 1928, Đài vô tuyến truyền thanh của Ủy ban chấp hành trung ương Trung Quốc Quốc Dân Đảng (gọi tắt là Đài phát thanh Trung ương, đài hiệu tạm gọi là XKM) bắt đầu truyền thanh tại Nam Kinh, Trung Quốc.
- Ngày 28 tháng 1 năm 1932, quân Nhật xâm phạm Thượng Hải, bùng nổ Trận chiến Tùng Giang-Thượng Hải. Để trình bày với người Nhật Bản về bộ mặt thật của sự kiện, Đài phát thanh Trung ương bắt đầu truyền thanh về hướng Nhật Bản, đấy là sự khởi nguồn phát thanh trên quốc tế của Trung Hoa Dân Quốc.
- Mùa hè năm 1932, Chính phủ quốc dân thành lập Ban quản lý Đài vô tuyến truyền thanh Trung ương, về sau được đổi là Ban quản lý sự nghiệp truyền thanh Trung ương, cuối cùng lại được cải tổ là Công ty phát thanh Trung Quốc (tiếng Anh: The Broadcasting Corporation of China, gọi tắt là BCC).
- Ngày 15 tháng 8 năm 1945, Nhật Bản tuyên bố đầu hàng vô điều kiện, Ủy viên trưởng Tưởng Trung Chính phát biểu vào ngay hôm đó tại Đài phát thanh Trung ương (Bài báo cáo kháng chiến thắng lợi với quân nhân và người dân cả nước cũng như nhân sĩ trên thế giới).
- Năm 1949, Đài phát thanh Trung ương và Công ty phát thanh Trung Quốc cùng với Chính phủ quốc dân di dời qua Đài Loan.
- Ngày 10 tháng 10, 1949, Bộ phận phát thanh nước ngoài của Công ty phát thanh Trung Quốc dùng đài hiệu Đài tiếng nói Trung Hoa Tự Do (tiếng Anh: Voice of Free China) hàng ngày truyền thanh trên quốc tế bằng 15 thứ ngôn ngữ.
- Tháng 11, 1949, Công ty cổ phần hữu hạn phát thanh Trung Quốc (Công ty phát thanh Trung Quốc) mở Đại hội cổ đông lần đầu tiên, nhận nghiệp vụ của Ban quản lý sự nghiệp truyền thanh Trung ương.
- Tháng 8, 1951, nhằm tăng cường phát thanh về hướng Trung Quốc, Đài BCC thành lập Ban phát thanh về hướng Trung Quốc.
- Tháng 7, 1953, thành lập thêm Chương trình Việt ngữ.
- Năm 1965, nhận sự ủy thác của nhà nước, Đài BCC bắt đầu thực hiện nghiệp vụ phát thanh nước ngoài với Đài hiệu Đài tiếng nói Trung Hoa Tự Do, đồng thời thông qua tần sóng ngắn để truyền thanh những chương trình về hướng Trung Quốc, trong đó có tiết mục thịnh hành và tiết mục thông tin.
- Năm 1972, Bộ phận phát thanh về hướng Trung Quốc của Đài BCC được riêng lẻ cải chế là Đài phát thanh Trung ương.
- Tháng 7, 1974, Cấp trung ương đưa ra nghị quyết, Đài phát thanh Trung ương là Đơn vị chuyên nghiệp về công tác phát thanh về hướng Trung Quốc trực thuộc Trung ương, và được khôi phục lại biên chế tổ chức vào năm 1976.
- Năm 1979, dưới sự ủng hộ của Chính phủ, Đài BCC thành lập Đài tiếng nói Á châu (tiếng Anh: Voice of Asia), chủ yếu là phát thanh về hướng khu vực châu Á, đồng thời thực hiện cả nghiệp vụ phát thanh nước ngoài có liên quan.
- Tháng 7, 1980, Đài phát thanh Trung ương được sửa đổi, chịu sự quản lý trực tiếp của Bộ quốc phòng Trung Hoa Dân Quốc.
- Ngày 17 tháng 1 năm 1996, Viện lập pháp tiến hành 3 vòng thẩm định thông qua Điều lệ thành lập Đài phát thanh Trung ương, yêu cầu sáp nhập Bộ phận phát thanh nước ngoài của Đài BCC và Đài phát thanh Trung ương, cải chế là Đài phát thanh Trung ương có tư cách pháp nhân, Cơ quan chủ quản lúc bấy giờ là Cục thông tin trực thuộc Viện hành chính, Trung Hoa Dân Quốc.
- Ngày 5 tháng 2, 1996, công bố Điều lệ thành lập Đài phát thanh Trung ương.
- Ngày 5 tháng 12, 1996, thi hành Điều lệ thành lập Đài phát thanh Trung ương.
- Ngày 1 tháng 1 năm 1998, Đài phát thanh Trung ương có tư cách pháp nhân được chính thức hoạt động phát thanh, và nhận nghiệp vụ phát thanh nước ngoài của Đài tiếng nói Trung Hoa Tự Do và Đài tiếng nói Á châu của Đài BCC, đồng thời ngưng sử dụng đài hiệu Đài tiếng nói Trung Hoa Tự Do và Đài tiếng nói Á châu, bắt đầu dùng đài hiệu mới là Đài phát thanh Quốc tế Đài Bắc CBS (tiếng Anh: Radio Taipei International) đại diện cho nhà nước để truyền thanh trên quốc tế.
- Từ ngày 1 tháng 1, 2003, đài hiệu Đài phát thanh Quốc tế Đài Bắc được đổi là Đài phát thanh Quốc tế Đài Loan (tiếng Anh: Radio Taiwan International, gọi tắt là RTI) từ ngày 1 tháng 7 cùng năm.
- Từ ngày 1 tháng 1, 2006 đến nay, nhằm phục vụ cho các thính giả người Việt Nam, Thái Lan và Indonesia hiện đang làm việc, sinh sống và học tập tại Đài Loan, đài RTI cùng hợp tác với đài phát thanh Hán Thanh (tiếng Anh: Voice of Han Broadcasting Network) dùng đài hiệu Rti FM để phát thanh chương trình tiếng Việt Nam, tiếng Thái Lan và tiếng Indonesia vào hàng ngày trong 1 tiếng đồng hồ thông qua nhiều tần số FM 102,3 MHz và AM 896 KHz trên vùng lãnh thổ Đài Loan.

## Giới thiệu khái quát
Đài RTI có 30 phòng thu âm chuyên nghiệp hoàn thiện, quy mô và có các trang thiết bị âm thanh. Trong Phòng truyền thống văn vật lịch sử ở tầng 3 của đài RTI, có bảo tàng những văn vật lịch sử, tư liệu lịch sử quý báu và những món quà lưu niệm của thính giả các nước gửi tặng từ năm 1928 thành lập đài đến nay.
Những chương trình của Đài phát thanh Quốc tế Đài Loan truyền thanh trên khắp thế giới bằng hệ thống vi ba kỹ thuật số, chuyển tiếp âm thanh từ Bắc bộ đến Nam bộ Đài Loan tới 9 trạm phát sóng là Lộc Cảng, Phương Liêu, Trường Trị, Đạm Thủy, Bảo Trung, Hổ Vĩ, Đài Nam, Khẩu Hồ và Dân Hùng, tổng công suất sóng phát 8.750 KW, gấp 2,26 lần công suất của các đài phát thanh công tư doanh trên vùng lãnh thổ Đài Loan, sóng phát đi phủ khắp Trung Quốc và các vùng trên thế giới.
Đài phát thanh Quốc tế Đài Loan là đài phát thanh quốc gia của Đài Loan, Trung Hoa Dân Quốc hàng ngày thay mặt cho nhà nước truyền thanh trên thế giới bằng 13 thứ ngôn ngữ, đưa tin tỉ mỉ xác thực về lịch trình dân chủ, nhân văn nghệ thuật, diện mạo xã hội, phong tục văn hóa và những kiến thiết của Đài Loan, truyền tiếng nói từ Đài Loan tới khắp thế giới.

## Truyền thanh khắp thế giới
Đài RTI truyền thanh tới các nước và khu vực như sau:
- Australia và New Zealand
- Trung Quốc
- Châu Âu
- Indonesia
- Nhật Bản
- Hàn Quốc
- Bắc Mỹ (trên sóng của đài WYFR)
- Philippines
- Nam Phi
- Nam Mỹ
- Nam Á
- Đông Nam Á

Những chương trình của Đài RTI được truyền đi từ Đài Loan bằng 13 thứ ngôn ngữ: tiếng Hoa, tiếng Khách Gia (tiếng Hẹ), tiếng Mân Nam (tiếng Phước Kiến), tiếng Quảng Đông và tiếng Anh, tiếng Pháp, tiếng Đức, tiếng Nhật, tiếng Tây Ban Nha, tiếng Nga, tiếng Indonesia, tiếng Thái và tiếng Việt Nam.

## Liên kết
- Ban Việt ngữ đài RTI Lưu trữ ngày 9 tháng 3 năm 2008 tại Wayback Machine